# Tumescence pénienne nocturne
La tumescence pénienne nocturne (TPN) ou érection nocturne est la survenue spontanée d'une érection du pénis pendant le sommeil ou le réveil (érection matinale). Tous les hommes (depuis les nourrissons jusqu'aux personnes âgées) sans dysfonction érectile connaissent ces érections, généralement de trois à cinq fois pendant la nuit, chacune durant de 15 à 40 minutes (avec une moyenne de 20 minutes). Elle se produit le plus souvent pendant le sommeil paradoxal sans lien obligatoire avec les rêves érotiques et les éjaculations nocturnes.
Un phénomène similaire existe chez la femme pendant le sommeil paradoxal : tumescence des lèvres et du clitoris, humidification du vagin.

## Causes

Hypnogramme montrant les phases de sommeil paradoxal pendant lesquelles se déroule l'érection.

La cause de la tumescence pénienne nocturne (TPN) n'est pas connue avec certitude. O'Carroll émet l'hypothèse que les neurones noradrénergiques du locus cœruleus sont des inhibiteurs de l'érection du pénis, et que pendant le sommeil paradoxal, le système nerveux parasympathique prend le dessus sur le système nerveux sympathique, ce qui fait stopper la libération de la noradrénaline et permet à la testostérone de jouer un rôle dans les actions excitatrices de la TPN,.
Une vessie pleine peut provoquer une « érection réflexe », en stimulant les nerfs sacrés (S2-S4) de la moelle épinière. Au cours de la journée, cette stimulation est normalement supprimée chez les adultes par des stimuli contradictoires et des éléments de diversion. C'est la possibilité d'un « réflexe, en cas de vessie pleine, qui éviterait d'uriner sans s'en rendre compte, la miction étant bloquée provisoirement par l'érection ».
Le sexologue et chirurgien cardio-vasculaire Ronald Virag explique que les érections nocturnes, par l’oxygénation répétée de l’organe qu’elles induisent, entretiendraient la bonne trophicité de la verge. Une diminution voire une absence de ces érections pendant une longue période, notamment à la suite d'un traitement du cancer de la prostate, aurait comme conséquence que les corps caverneux se rétractent, deviennent fibreux et moins élastiques.

## TPN et dysfonctions érectiles
L'existence et la prévisibilité de la tumescence nocturne est utilisée par les professionnels de la santé reproductive ou les urologues. La pléthysmographie pénienne par extensomètre est un des tests qui permet de vérifier si la dysfonction érectile a une origine psychologique ou physiologique. Le patient est équipé d'un dispositif élastique porté sur une cuisse et un anneau autour de la base et du sommet du pénis pendant son sommeil ; l'appareil détecte les changements de périmètre et relaie l'information à un ordinateur pour une analyse ultérieure. Si la tumescence nocturne est détectée, la dysfonction érectile est imputée à une maladie psychosomatique (comme l'anxiété sexuelle), sinon, elle est présumée être due à une cause physiologique.